# Клёсов, Егор Евгеньевич
Егор Евгеньевич Клёсов (род. 15 июня 2005, Ачинск, Красноярский край) — российский хоккеист, нападающий.

## Биография
Начинал играть в команде «Бурые медведи» Ачинск (2013—2017). С 2017 года — в новосибирской «Сибири». С сезона-2022/23 — игрок команды МХЛ «Сибирские снайперы». В сезоне-2024/25 также провёл 18 матчей в ВХЛ за «Зауралье» Курган и дебютировал одним матчем в КХЛ — 6 декабря в гостях против «Салавата Юлаева» (1:3).